# Kușnîrivska Slobidka, Volociîsk
Kușnîrivska Slobidka (în ucraineană Кушнирівська Слобідка) este un sat în comuna Iahnivți din raionul Volociîsk, regiunea Hmelnîțkîi, Ucraina.

## Demografie
Componența lingvistică a localității Kușnîrivska Slobidka
     Ucraineană (98,41%)
     Rusă (1,59%)
Conform recensământului din 2001, majoritatea populației localității Kușnîrivska Slobidka era vorbitoare de ucraineană (98,41%), existând în minoritate și vorbitori de rusă (1,59%).